# Magdu Lucián Evor
Magdu Lucián Evor (Battonya, 1937. április 23. – Budapest, 1968. május 22.) orvos, költő, filmrendező.

## Élete
1937. április 23-án, Szent György napján született Battonyán román szülőktől. Édesapja Ioan Magdu (Magdu János) román ortodox pap, aki a battonyai Szent György román ortodox templomban szolgált, édesanyja Pozsár Mária, testvére Délia. 
Tanulmányait a battonyai, a gyulai román általános iskolában és gimnáziumban kezdte el, és már gyerekkorától kezdve verseket írt. Filmrendező szeretett volna lenni, de szülei kérésére először a Szegedi Orvostudományi Egyetemen folytatott tanulmányokat. Itt Szegeden készítette el első filmjét az „Egyetemistákat”, majd az az orvosi szakot befejezve 1965-ben a  budapesti Színház- és Filmművészeti Főiskolára jelentkezett, ahol filmrendező szakon az első három évet fejezte be Makk Károly osztályában. Ígéretes írói és művészi pályája azonban korai halála miatt torzó maradt.

## Költészete
Első román nyelven írott verseit a gimnáziumi tanulmányok alatt jelentette meg a Libertatea noastră lap irodalmi mellékletében (Vocea tineretului). Később főleg magyar nyelven írta verseit, melyek több irodalmi lapban is megjelennek, de kötetben összegyűjtött verseit nem adták ki ideológiai okokra hivatkozva. Halála után két kötetben jelentek meg írásai a „Híd az Éren át’’ c. kötetben (1978.) magyarul, majd 1991-ben „Confesiuni’’ címen Constantin Olariu fordításában románul a Dunărea kiadónál. 

## Pályafutása
- 1962-ben végzett a Szegedi Tudományegyetem Általános Orvosi Karán [2]

- 1965-től a Színház és Filmművészeti Főiskola hallgatója, filmrendező szakon Makk Károly osztályába jár.[3]
- 1967-ben forgatta Gyulán „Gyökerek”  című filmjét ,[4] mely önéletrajzi ihletésű elemeket tartalmaz.[5]
- Halála után megjelent versei : 1978 Híd az Éren át, 1991 „Confesiuni"  2012 PoLíSz című lapban:[6]